# Neu Ulm Challenger 1988
Il Neu Ulm Challenger 1988 è stato un torneo di tennis facente parte della categoria ATP Challenger Series nell'ambito dell'ATP Challenger Series 1988. Il torneo si è giocato a Nuova Ulma in Germania dal 25 al 31 luglio 1988 su campi in terra rossa.

## Vincitori

### Singolare
Raúl Viver ha battuto in finale  Stefan Eriksson con il punteggio di 7–5, 6–2

### Doppio
Michael Stich /  Martin Sinner hanno battuto in finale  Heinz Günthardt /  Balázs Taróczy con il punteggio di 6–3, 6–4